# Aleisha Cline
Aleisha Cline (ur. 10 września 1970) – kanadyjska narciarka, specjalistka narciarstwa dowolnego. Nie startowała na mistrzostwach świata ani na igrzyskach olimpijskich. Najlepsze wyniki w Pucharze Świata, osiągnęła w sezonie 2003/2004, kiedy to zajęła 15. miejsce w klasyfikacji generalnej, a w klasyfikacji skicrossu była szósta.

## Sukcesy

### Puchar Świata

#### Miejsca w klasyfikacji generalnej
- 2002/2003 – 50.
- 2003/2004 – 15.
- 2008/2009 – 25.
- 2009/2010 – 44.

#### Miejsca na podium
1. Tignes – 30 listopada 2002 (Skicross) – 2. miejsce
2. Les Contamines – 12 marca 2003 (Skicross) – 3. miejsce
3. Pozza di Fassa – 10 stycznia 2004 (Skicross) – 2. miejsce
4. Pozza di Fassa – 11 stycznia 2004 (Skicross) – 1. miejsce
5. Naeba – 21 lutego 2004 (Skicross) – 1. miejsce
6. Sauze d’Oulx – 12 marca 2004 (Skicross) – 3. miejsce
7. Cypress Mountain – 6 lutego 2009 (Skicross) – 1. miejsce
8. Branäs – 6 marca 2010 (Skicross) – 2. miejsce

- W sumie 3 zwycięstwa, 3 drugie miejsce i 2 trzecie miejsca.